# Empresa Distrital de Servicios Públicos
La Empresa Distrital de Servicios Públicos (EDIS) fue una entidad de Bogotá, creada en 1960 para la administración y manejo de las plazas de mercado, mataderos y cementerios.

## Historia
En 1960, el Concejo de Bogotá estableció la integración de los servicios relacionados con la administración y manejo de las plazas de mercado, mataderos y cementerios en la entidad denominada Empresa Distrital de Servicios Públicos (EDIS).
Sin embargo la prestación ineficiente de servicios y los elevados precios del servicio de aseo provocaron que algunos sectores de la población comenzaran a recoger sus basuras y que la empresa privada presentara interés por prestar este servicio. 
En 1993 el Concejo de Bogotá decidió liquidar la EDIS, el Distrito dejar de subsidiar los costos del tratamiento de las basuras.
Las funciones administrativas relacionadas con el aseo de la ciudad fueron asumidas por la Unidad Ejecutiva de Servicios Públicos (UESP) a partir de 1994.